# 영웅시대 (2004년 드라마)
《영웅시대》(英雄時代)는 2004년 7월 5일부터 2005년 3월 1일까지 특별 대하드라마로 방송된 대한민국의 경제사를 다룬 문화방송 월화 드라마이므로, 1985년에 방영된 소설가 이문열의 동명 원작을 극화한 반공 특별 기획 드라마와는 전혀 다른 작품이다.
한편, 2004년 9월 20일 방영분에서 일제시대의 잘못된 유산을 청산하기 위해 설치됐던 '반민특위' 활동을 폄하하고 부정적으로 묘사해 '반민특위'는 물론이고 시대적 과제로 제기되고 있는 '과거사 청산'에 대해서도 부정적인 인식을 갖게 할 우려가 있다는 탓인지 민언련 선정 2004년 9월 유감방송에 선정되는 불명예를 안아야 했다.

## 기획 의도
본 드라마는 대한민국 격동의 역사 속에서 오늘날의 경제 신화를 이룩한 대표적 주역들의 이야기를 토대로 극화한 드라마로 기획한 것이다.
상당 부분 사실적 근거와 주요 기록을 그 근간으로 하였으나 등장인물들의 개인 및 가족사에 관련된 부분은 극적 요소만을 골라서 허구적으로 창작한 픽션이며, 프로그램 기획서에 기재된 '영웅시대'의 기획 의도는 다음과 같다.

시련과 영광의 대한민국 경제사.
그 불모지대에서 기적과 전설을 일으켰던 주역들의 불꽃같았던 삶의 조명.
물적자원이라고는 찾아 볼 수 없었던 불모의 땅에서 오로지 우리는 인적자원을 바탕으로, 지난 세기 우리의 조상들은 상상도 못 했을 지금을 만들었습니다.
드라마 '영웅시대'는 한강의 기적이라 불렸던 대한민국 경제성장을 그 중심에 있었던 기업인들의 삶을 통해 조명해 보려고 합니다.
물론 기업인들이 만들어온 역사가 모두 옳은 것은 아니었습니다. 개발 도상 과정에서 말없이 희생해온 민초들이 있었고, 오랜 기간 군사정부의 강압적인 정책과 그들과의 타협이 있기도 하였습니다.
그 과정에서 민주주의는 후퇴했고 답보를 거듭하였지만 경제는 기적처럼 성공을 이루어내고, 폐허나 다름없었던 이 땅에서 가난을 몰아내었습니다.
국민 소득 80불에서 시작한 우리의 산업전쟁은 지금 2만불을 목전에 두고 있습니다.
그리고 이제 민주화는 그 동안 참았던 봇물을 터뜨리어 제자리를 잡아가며 인권은 신장되었으며 정치 또한 비로소 제자리를 잡아가고 있습니다.
하지만 근래에 이르러 이 나라의 경제가 다시 급격하게 휘청거리며 얼어붙고 있습니다.
불과 얼마 전에 겪었던 IMF의 악몽이 재현될 우려로 하여 온 국민이 불안해하고 있습니다.
도대체 왜 이렇게 되었을까?
이제 우리는 이쯤에서 잠시 호흡을 가다듬고 과거를 돌아보고 지난날을 차분히 반추해 볼 때가 되었습니다.
우리가 살아온 날들.
그리고 우리 모두의 앞에서 숨가쁘게 뛰었던 그 영웅들을 통해 지나간 날을 다시 한번 가다듬어 하나의 역사를 만들어야 하지 않을까요?
우리와 우리의 후손들이 다시 살아갈 날들을 위하여...

## 등장인물

### 주요 인물
- 백성현(소년) → 차인표(20~30대) → 최불암 (40대 이후) : 천태산 역[2]

세기그룹 회장. 모험과 개척정신으로 불가능을 뛰어넘은 불세출의 기업인이며 한강의 기적을 이룩한 한국 경제의 중심 인물이다.
- 전광렬(20~30대) → 정욱(40대 이후) : 국대호 역[3]

대한그룹 회장. 천태산과 더불어 한국의 경제 기적을 이룩한 대표적인 인물로, 치밀한 계산과 미래에 대한 비전으로 국내최대 기업을 이룩한 인물이다.
- 유동근(20~40대) : 박대철 역[4]

전 세기건설 회장, 전 국회의원. 샐러리맨의 신화를 창조했던 인물로, 훗날 거대 그룹 세기건설의 오너가 된다.

### 천태산의 가족
- 김지유(청년) → 이효춘 : 현영순 역[5] - 세기그룹 천태산 회장의 부인
- 이순재 : 천태산의 할아버지 역
- 정혜선 : 천태산의 할머니 역
- 임현식 : 천태산의 아버지 역[6]
- 선우은숙 : 천태산의 어머니 역[7]
- 강민규(소년) → 김철기(청년)[8] → 한인수 : 천태일 역[9] - 천태산의 아우, 한영그룹 명예회장
- 정인선(소녀) : 천태숙 역 - 천태산의 여동생. 11살에 폐병으로 세상을 떠남. (1회 ~ 5회 특별출연)
- 하승리(소녀) → 한혜진(청년) → 이혜숙 : 천태희 역[10] - 천태산의 여동생. 세기건설의 창업 공신이며 경리상무
- 강지후(청년) → 신동훈 : 박일 역[11] - 천태희의 남편. 창업공신, 세기프렌지 회장
- 이석민(소년) → 나한일 : 천태창 역[12] - 천태산의 아우, 세기자동차 회장
- 하동호(소년) → 이계인 : 천태술 역[13] - 천태산의 아우, JCC그룹 회장
- 박건태(소년) → 강석우 : 천일국 역[14] - 천태산의 장남
- 나현희 : 박희라 역[15] - 천일국의 아내
- 정한용 : 천이국 역[16] - 천태산의 차남, 세기자동차 그룹 회장
- 최지나 : 최명희 역[17] - 천이국의 아내
- 박찬환 : 천삼국 역[18] - 천태산의 삼남
- 정호진 → 김갑수 : 천사국 역[19] - 천태산의 사남, 세기그룹 회장
- 조현숙 : 윤소영 역[20] - 천사국의 아내
- 우준영(소년) → 이영범 : 천오국 역[21] - 천태산의 오남

### 천태산의 가신들
세기건설 → 세기그룹 (현대그룹)
- 김준홍(소년) → 김동수(청년) → 강인덕 : 장인규 역[22] - 세기건설 상무
- 곽정욱(소년) → 박형준(청년) → 연규진 : 박춘삼 역 - 세기건설 상무
- 배도환(청년) → 맹상훈 : 이상구 역 - 세기건설 현장소장, 세기그룹의 창립 멤버
- 이춘교(청년) → 길용우 : 임대석 역[23] - 세기그룹 전무, 천사국의 가신
- 한정국 : 오현태 역 - 세기건설 부장
- 윤용현 : 세기건설 양 부장 역 - 천이국의 가신

### 국대호의 가족
- 전혜수 : 유상희 역[24] - 대한그룹 국대호 회장의 아내
- 최태준(소년) → 이효정 : 국철민 역[25] - 국대호의 장남, 대한물산 부사장
- 이풍운(소년) → 정성모 : 국철승 역[26] - 국대호의 차남, 대한물산 부사장
- 손지창(청년) → 임채무 : 국철규 역[27] - 국대호의 삼남, 대한그룹 회장

### 국대호의 가신들
대한물산 → 대한그룹 (삼성그룹)
- 김상순 : 황 기사 역 - 대한물산 상무급 운전기사
- 김성환 : 한 실장 역 - 대한그룹 비서실장
- 오승명 : 유일한 역 - 금융 쪽 전무. 철민 쪽에 서는 인물
- 박광남 : 김칠복 역 - 모직 쪽 상무. 철승 쪽에 서는 인물
- 박영태 : 신양수 역 - 대한의 창립 멤버
- 전인택 (청년) → 박웅 : 김재홍 역 - 대한물산 부사장
- 문회원 : 홍정호 역[28] - 전 내무부 장관, 대한일보 사장
- 문용민 : 신동수 역
- 최재호 : 임동호 역[29]

### 청와대 및 내각
- 독고영재 : 박정희 역 - 육군 소장 → 대장, 국가재건최고회의 의장, 대한민국 제5~9대 대통령
- 정재곤 : 김종필 역 - 중앙정보부장, 민주공화당 국회의원
- 정흥채 : 차지철 역 - 육군 대위, 제1공수특전단 중대장, 국가재건최고회의 의장실 경호차장, 민주공화당 국회의원
- 이규복 : 박종규 역 - 육군 소령, 국가재건최고회의 의장실 경호실장, 대통령경호실장
- 손호균 : 김형욱 역 - 육군 중령, 중앙정보부장
- 홍성선 : 이후락 역 - 예비역 육군 소장, 국가재건최고회의 공보실장, 대통령비서실장
- 나재균 : 이한림 역 - 예비역 육군 중장, 건설부장관

### 그 밖의 주요 인물
- 윤지유(소녀) → 김지수 : 박소선 역 - 기생 월향이, 천태산의 첫사랑이며 천일국의 생모
- 이영후 : 강윤근 삼창정미소 회장
- 임지은 : 강혜영 역 - 강윤근의 차녀. 훗날 지하 경제의 대모가 됨.
- 이대로 : 권 영감 역[30] - 천태산이 처음 자리를 잡는 쌀가게의 주인
- 구보석 : 권태기 역 - 권 영감의 아들
- 전익령 : 권영희 역 - 권 영감의 딸
- 김윤경 : 박 보살 역 - 기생 출신, 박소선의 수양어머니
- 김학철 : 강철근 역 - 육대주토건 사장
- 김세준 : 안불출 역 - 육대주토건설총무
- 이지형 : 민 사장 역 - 금동광산 사장
- 하주희 : 윤정애 역 - 박대철의 연인
- 김지영 : 박대철 어머니 역

### 그 외 (게스트)
- 김민희 : 강윤근의 장녀 강소희 역
- 차광수(청년) → 김진태 : 우진상사 지상훈 사장 역[31]
- 최낙천 : 화신백화점 박흥식 사장 역
- 안병경 : 박소선 부친 소리꾼 명창 박씨 역
- 안석환 : 종로경찰서 보안주임 곤도 역[32]
- 정은수 : 보안주임 곤도 부인 역
- 이참 : 월드이코노미 경제부 제임스 코너 기자 역
- 권성덕 : 이승만 역. 대한민국 제1~3대 대통령
- 이종구 : 윤보선 역. 대한민국 제4대 대통령
- 최명수 : 장면 국무총리.
- 최상훈 : 대검찰청 최현호 검사 역
- 오협 : 이만섭 역
- 이인철 : 마쓰모토 의원 의사 역
- 박인환 : 요시다 선생 역
- 정기성 : 야학선생님 역
- 김강산 : 판사 역
- 이경영 : 의사 역
- 권혁호 : 국철민 친구 역
- 김동석 : 민주당 국회의원 김대중 역
- 김규열 : 한독당 국회의원 김두한 역
- 정명준 : 민정당 국회의원 김영삼 역
- 김영인 : 세기중기 정비부 직원 역
- 허기호 : 세기중기 인근 레미콘 업체 관계자 역
- 이봉규 : 건설부 소양강댐 건설 담당 국장 역
- 조재혁
- 최윤준
- 임선택 : 정 의원 역
- 권소현

## 재벌 미화 논란 및 조기 종영 원인
본격 경제 드라마를 표방한 본 작품이 100부작 장편 월화드라마로 가닥을 잡았다가, 당초 2005년 6월 초에 종영할 계획이었지만, 박정희 전 대통령과 이명박 서울시장에 대한 미화 논란이 불거지면서 조기 종영설이 흘러나왔다. MBC 드라마본부의 이재갑 국장은 이환경 작가에게 드라마를 2월 중순까지 마무리하라고 즉각 통보했고, 출연진에도 조기 종영 원인과 방침을 전달했다. 하지만 MBC 측의 설명은 정치권의 외압설과 맞물리면서 오히려 옹색한 변명으로 비치고 있다.
일각에선, 수 많은 시청자들의 반응이 좋지 않다는 것도 반론의 여지가 많은 건 어찌보면 당연한 사실이지만, 실제로 이 드라마 홈페이지의 시청자 게시판을 둘러보면 온통 조기 종영 방침을 비판하는 글 일색이라고 해도 과언이 아니다. 본 드라마를 시청했던 수 많은 시청자들이 "요즘 같은 어려운 시기에 희망을 주는 드라마로서, 온 국민들이 즐겨 보는 드라마를 일방적으로 종영한다는 건 오히려 시청자를 무시하는 행위이므로, 수백여억원의 막대한 제작비와 투자비까지 만만치 않게 들어가면서 '영웅시대'의 조기종영을 결정한 책임은 전적으로 MBC에게 있다"라고 비난할 정도로 조기 종영을 아쉬워했다.
또한, 보통의 TV 드라마로서는 감히 상상조차 할 수 없었던 생뚱맞은 결말을 본 수 많은 시청자들이, "시청자들에 대한 약속, 출연자들에 대한 약속, 온 국민들에 대한 약속, MBC는 단 하나도 지키지 않은 채로, 극의 흐름을 완전히 무시한 어이없는 결말이 가뜩이나 시청자에 대한 사과문 조차 없이 일방적으로 조기종영을 단행한 것에 대해서, 수 많은 시청자들에게 예의도 지키지 않은 MBC 측의 무책임한 처사"라며 항의하는 불만의 글이 계속 올라오면서, 이 드라마가 박정희 전 대통령과 이명박 서울시장을 지나치게 미화했다는 비난이 수 많은 시청자들을 우롱하게 만든 건 당연지사다.
이에 대해 제작진들은 "이 드라마는 1961년 5.16 군사정변부터 지난 2003년 8월 정몽헌 전 현대아산 회장의 자살까지 40여년을 다루는 드라마"라며 "박정희 전대통령이 군사쿠데타를 일으켰던 때와 대통령으로서 정치를 할 때의 모습은 시대에 따라 제각각 달라졌을 것이고, 상황이나 한 개인에 대한 호불호에 따라 그것을 미화라고 할 수도 있고 부정적으로 그렸다고 할 수도 있는 것"이라고 설명했다. 이로써, 본 드라마가 한창 진행중인데도 불구하고 성급하게 재벌 미화라고 단정하는 건 오히려 문제가 있다는 지적이다. 실존 인물인 이명박 서울특별시장을 모델로 설정한 박대철도 당초 80회 정도에서 사라질 계획이었던 것으로 전해졌는데, 이로 인해 극 중에서 방송된 현대그룹은 세기그룹, 삼성그룹은 대한그룹이라는 가상의 이름으로 각각 설정되었다..
이 드라마의 연출자인 소원영PD는 드라마 홈페이지 게시판에 "MBC가 심혈을 기울여서 준비한 장편 월화드라마 '영웅시대'는 역사적 사실을 근거로 하여 만들어지는 드라마로서 허구적으로 창작한 픽션이지 역사를 그대로 재현하여 객관성을 유지하는데 초점을 맞춘 논픽션이 아니다"라면서 색깔논쟁에 이어 정치권의 외압이 들어오고, 결국 조기 종영의 상황까지 치달은 한국의 방송드라마 현실에 일침을 가하는 말이 아닐 수 없다. 드라마는 드라마일 뿐이므로 색안경을 끼지 말고 그저 생색내기 식으로 드라마로만 봐달라는 제작진들의 심경이 담겨 있는 것이다.
KBS2의 월화드라마 '미안하다, 사랑한다'의 편성 기획을 담당했던 KBS 드라마본부의 김종식 국장의 인터뷰에서, "MBC의 장편 월화드라마 '영웅시대'가 방영 초반부터 KBS 등 다른 방송사보다 시청률이 기대에 못 미치는 건 물론, 재벌 미화와 역사 왜곡 시비 문제 등 여러가지 악재가 겹치면서 2005년 상반기에 방영 예정인 정치 드라마 '제5공화국'의 일부 내용이 중복되는 등 나머지 방송분을 제작할 여력이 없어 급기야 불명예스럽게 조기종영의 비운을 맞게 된 것이다. 그럼에도 불구하고, 프로그램 자체의 문제가 아닌 박정희 전 대통령과 이명박 서울시장 등 현직 정치인을 미화했다는 여러가지 의혹이 제기 되면서, 다른 방송사보다 시청률 부진에 시달리고 있는 '영웅시대'의 경우 한편당 평균 2억원 정도의 제작비와 투자·개발비(세트장 건립 비용, 해외 로케이션 촬영 비용 등)까지 만만치 않게 투입되고 있어 170억원의 막대한 제작비와 투자비까지 들어간 KBS2의 월화드라마 '미안하다, 사랑한다'에 비해서 적잖은 부담이 되고 있는데, 시청률과 연계된 광고 수익도 해마다 계속 줄어드는 마당에 블록버스터급 대작이 장기적으로 방영될 경우 오히려 다른 프로그램들의 제작비 부담을 감당하기가 어렵고, 방송사들의 보수적인 풍토를 뚫기란 쉽지가 않은 일이다"라고 털어놓았다.
당시, 2003년 상반기까지만 해도 MBC는 월화드라마 방송 시간대에 KBS와 SBS에 밀려 있었다. '대장금'과 '불새'가 방영되기 전까지 KBS의 '가을동화'를 비롯한 '겨울연가', SBS의 '여인천하' 등 여러 편의 기세에 눌려서 약 3년 동안 고전한 끝에, 시청률 보증 수표가 된 이환경 작가가 '영웅시대'의 크리에이터로 직접 참여한 셈인데, 국내 제작 드라마에서 제대로 건드리기 힘들었던 현대와 삼성, 두 재벌가들의 성공 스토리를 다룬 '경제 드라마'라는 타이틀 자체가 충분히 매혹적인 소재였다. 대개 블록버스터급 대작의 기획은 짧게는 1년 6개월에서 길게는 3년여전부터 이뤄지기 때문에 SBS의 24부작 수목드라마 '올인' 방영 당시, '영웅시대' 기획이 먼저 들어갔던 것인데, MBC는 시청률과 화제성에 얽매여서 가장 중요한 것을 놓치고 말았다. '제3공화국'을 비롯한 '공화국' 시리즈와 '땅' 등 독재정권의 진짜 '외압'에 시달릴 만큼 현실성 짙은 소재를 다룬 정치 및 경제 드라마를 야심적으로 준비해왔던 MBC 드라마의 자존심이 '영웅시대' 방영 초반부터 프로그램 자체의 문제가 아닌 역사 왜곡 시비 때문이라는 지적이 일기 시작했다.
이 때문에 방송사 내부적으로도 여러가지 문제가 벌어지기 시작했고, KBS와 SBS의 월화드라마보다 시청률 부진에 시달렸던 '영웅시대'에 대한 부담감이 스스로 나오기 시작했다. 졸지에 사내 안팎으로 곱지 않은 시선을 받게 된 MBC 드라마본부 관계자 입장에선 말 그대로 좌불안석의 심경이 된 셈이다. 아울러, 월화 및 수목드라마 시간대에 방송되는 KBS와 SBS의 미니시리즈의 경우, 적어도 최소한 15% 이상의 시청률을 기록하는 경우가 종종 발견되는데, 지난 2004년 11월 초에 첫방송됐던 KBS2의 16부작 월화드라마 '미안하다, 사랑한다'와 블록버스터급 대작으로 기획한 장편 수목드라마 ‘해신’의 경우, 작품성과 화제성 측면에서 28% 내외의 압도적인 시청률(수도권, 부산·울산·경남권, 대구·경북권 기준)을 기록하는 기염을 토한 바 있다. 단순히 '드라마가 인기가 있고, 없고'의 차이로 이러한 격차가 일어난다고 보기엔 백만분의 일도 안된다라고 볼 수 있다.
지난 1982년 KBS에 입사한 김종식 선임 PD는 일일연속극 '들극화'의 연출을 시작으로, 지난 1999년부터는 드라마운영팀 등 엄기백 국장과 관리직으로 승진하여, KBS의 드라마 제작 및 편성 기획을 총괄해 오면서, 시청 가능 연령 등급을 의무적으로 표시하는 KBS 심의평가실의 드라마 등급제 추진 위원으로 참여한 이후에, 한류 열풍의 기폭제 역할을 수행한 '겨울연가'와 '여름향기', '미안하다, 사랑한다' 등 참신한 휴먼 멜로 드라마와 지상파 방송사 중 시즌제를 최초로 도입한 '성장드라마 반올림' 시리즈를 먼저 기획한 바 있다.

## 결방 사유 및 편성 변경
- 2005년 2월 7일: 밤 9시 55분부터 12시 15분까지 63~64회 연속방송.
- 2005년 2월 8일: 밤 9시 55분부터 설 특선영화 《어린 신부》 편성으로[35] 결방.